# Панченки (Миргородський район)
Па́нченки — село в Україні, у Комишнянській селищній громаді Миргородського району Полтавської області. Населення становить 12 осіб. До 2020 року орган місцевого самоврядування — Остапівська сільська рада.

## Географія
Село Панченки знаходиться на відстані 1 км від сіл Онацьке та Верхня Будаківка, за 2,5 км - село Остапівка. По селу протікає пересихаючий струмок з загатою.